# Ibn al-Arabí
Muhjiddín ibn Arabí (28. července 1165, Murcia – 16. listopadu 1240, Damašek) byl arabský islámský mystik a filozof, představitel súfismu. Panteistické tendence v jeho díle vzbudily hněv muslimské ortodoxie a některé jeho knihy byly zakázány.

## Život
Narodil se v Murcii v Andalusii. V osmi letech odešel do Sevilly, významného centra islámské kultury. V Seville působil 30 let, studoval zde tradiční islámské vědy. Během těchto let také hodně cestoval po muslimském Španělsku i po severní Africe, během jedné z těchto cest se v Córdobě setkal s významným islámským aristotelovským filozofem Ibn Rušdem (Averroem). Averroes byl blízkým přítelem Ibn Arabího otce, proto mladého jinocha přijal k rozhovoru. Podle legendy vyzařoval mladý Ibn Arabí takovou mystickou sílu, že starý filozof zbledl a roztřásl se.
V roce 1198 měl vizi, po níž v něm vznikl pocit, že mu bylo nařízeno opustit Španělsko a vyrazit na východ. Tak začala jeho pouť do Orientu. Nejprve navštívil roku 1201 Mekku, kde měl další vizi, v níž prý dostal božské přikázání, aby začal psát své hlavní dílo Mekkánské iluminace (Al-Futúhát al-Makkíja), které dokončil na konci života. Jde o monumentální encyklopedii všech esoterických věd islámu. V Mekce se rovněž seznámil s mladou dívkou velké krásy jménem Nizám, která se pro něj stala ztělesněním Sofie (Moudrosti). Stala se pro něj mimořádným zdrojem inspirace. Postavil jí pomník sbírkou milostných básní Vykladač tužeb (Tardžumán al-ašwáq).
V roce 1204 Mekku opustil a podnikl řadu cest (Bagdád, Mosul, Malatya, Jeruzalém, Káhira, Aleppo). Roku 1230 se natrvalo usadil v Damašku, kde napsal dílo Drahokamy moudrosti (Fusús al-Hikam) a dokončil Mekkánské iluminace.
Jeho žákem byl Ṣadr al-Dīn al-Qūnawī.